# Ferrocarriles Nacionales de Colombia
Ferrocarriles Nacionales de Colombia (FCN) – kolumbijskie przedsiębiorstwo państwowe działające w latach 1954–1991, narodowy przewoźnik kolejowy w Kolumbii.
Przedsiębiorstwo powstało 1954 r. na mocy dekretu rządowego nr 3129 celem ujednolicenia systemu transportu kolejowego i scentralizowania go w jednym podmiocie państwowym, a także w celu obsługi i utrzymania infrastruktury i wyposażenia, co miało usprawnić zarządzanie tymi elementami. Kolej odgrywała wówczas bardzo ważną rolę w życiu gospodarczym Kolumbii, a sieć kolejowa kraju była w tych latach najbardziej rozwinięta pod względem swojej długości. Począwszy od lat 70. XX wieku system kolejowy stopniowo tracił na znaczeniu, przede wszystkim ze względu na degradację sieci i zmniejszenie liczby zamówień na rzecz transportu samochodowego. W 1972, wraz z wylaniem rzeki Cauca, część linii kolejowej łączącej Medellín z Buenaventurą (20 km pomiędzy La Felisa i La Pintada) została zniszczona, co rozdzieliło sieci atlantycką i pacyficzną. Wygenerowało to negatywne reperkusje dla transportu kolejowego w całym państwie. Problemy pogłębiła niesprawna realizacja polityki kolejowej, brak spójności i odpowiedniej koordynacji ze strony regulatorów i wykonawców odpowiedzialnych za rozwój tego rodzaju transportu, duże obciążenia eksploatacyjne FCN oraz służb instytucjonalnych, administracyjnych i finansowych usług publicznego transportu kolejowego, które ze względu na wysokie koszty pochłonęły duży procent zasobów sektora ze szkodą dla inwestycji i ochrony sieci.
W 1988 r. rozpoczęto restrukturyzację kolumbijskiego sektora kolejowego, rozdzielając funkcje utrzymania i eksploatacji. W ramach tej restrukturyzacji przedsiębiorstwo Ferrocarriles Nacionales de Colombia zostało zlikwidowane w 1991. Powstała państwowa spółka kolejowa La Empresa Colombiana de Vías Férreas – Ferrovías, powiązana z Ministerstwem Robót Publicznych i Transportu w celu eksploatacji, ulepszania, utrzymania, rewitalizacji, modernizacji i administrowania krajową siecią kolejową. Pozwoliło to na tworzenie spółek mieszanych o charakterze państwowym, których celem było spełnienie kryteriów komercyjnych przez kolejową usługę transportu zbiorowego. Utworzono też Fundusz Odpowiedzialności – Fondo de Pasivo Social de los Ferrocarriles Nacionales, czyli publiczną instytucję przy Ministerstwie Robót Publicznych i Transportu zajmującą się emeryturami, świadczeniami i odszkodowaniami dla byłych pracowników Ferrocarriles Nacionales de Colombia.